# Закарин, Аскар Закарьевич
Аскар Закарьевич Закарин (2 [15] декабря 1908, аул № 9, Тургайский уезд, Тургайская область — 2 марта 1990) — советский, казахстанский математик, ректор Казахского государственного университета им. С. М. Кирова, государственный деятель, председатель Верховного Совета Казахской ССР (1963—1967).

## Биография
Родился 15 декабря 1908 года в Тургайском уезде Тургайской области (ныне — Джангельдинский район, Костанайская область).
Оставшись сиротой в 12 лет, он прошел нелегкий путь к знаниям, мужественно преодолевая жизненные невзгоды, от аульной школы до Московского Государственного Университета им. М. В. Ломоносова.
А. З. Закарин — первый казах — выпускник механико-математического факультета МГУ (1937). А в 1948 году он защитил кандидатскую диссертацию по проблемам высшей геометрии.
Трудовая и научная биография:
- 1937—1941 гг. — преподаватель КазПИ имени Абая,
- 1941—1946 гг. — участие в Великой Отечественной войне, награждён орденами и медалями,
- 1946—1950 гг. — преподаватель Казахского педагогического института им. Абая,
- 1950—1953 гг. — директор Казахского педагогического института им. Абая,
- 1953—1955 гг. — ректор Казахского государственного университета им. С. М. Кирова,
- 1955—1958 гг. — министр просвещения Казахской ССР,
- 1958—1961 гг. — заместитель председателя Совета Министров и министр иностранных дел Казахской ССР,
- 1961—1970 гг. — ректор Казахского государственного университета им. С. М. Кирова,
- 1964—1970 гг. — председатель Верховного Совета Казахской ССР,
- 1970—1984 гг. — профессор, заведующий кафедрой высшей геометрии КазГУ им. С. М. Кирова.

## Награды и звания
Награждён орденами орденом Трудового Красного Знамени, Красной Звезды и медалями: «За победу над Германией» и «За победу над Японией».